# گوس سدلوسکی
گوس سدلوسکی (مقدونی: Goce Sedloski زادهٔ ۱۰ آوریل ۱۹۷۴) یک بازیکن فوتبال اهل مقدونیه است. وی در تیم ملی فوتبال مقدونیه بازی کرده است.